# Tingewick
Tingewick es una parroquia civil situada en la autoridad unitaria de Buckinghamshire, en Inglaterra (Reino Unido). Según el censo de 2021, tiene una población de 1300 habitantes.
Está ubicada al sur de Milton Keynes y al noroeste de Londres.